# The Moldy Peaches
The Moldy Peaches est un groupe de rock indépendant américain, originaire de New York. Durant son existence, il se composait principalement de Adam Green et Kimya Dawson, avec en plus le bassiste Steve Mertens, le batteur Strictly Beats, et les guitaristes Jack Dishel et Toby Goodshank. Tournant avec des groupes tels que The Strokes et Tenacious D, The Moldy Peaches ont sorti deux albums avec Sanctuary Records.

## Biographie
Green et Dawson se sont rencontrés à Exile on Main Street Records à Mount Kisco, et commencent à travailler ensemble par la suite. À la fin des années 1990, le groupe faisait partie de la scène underground de New York, grâce notamment à leurs étranges costumes, évoquant The Frogs.
Aaron Wilkinson quitte le groupe et est remplacé par Toby Goodshank. Wilkinson décède d'une overdose en juillet 2003. The Strokes publieront l'album Room on Fire en sa mémoire. Cette même année sort la compilation Moldy Peaches 2000: Unreleased Cutz and Live Jamz 1994-2002.
Les paroles de leurs chansons sont souvent humoristiques, vulgaires ou explicites, et traitent d'une panoplie de problèmes. Aussi loués que critiqués pour la nature explicite de leurs chansons autant que pour leur style d'enregistrement dépouillé et lo-fi, The Moldy Peaches ont trouvé un public parmi de jeunes auditeurs de rock indépendant qui appréciaient le style franc et outrageux qu'ils délivraient dans leurs chansons. Depuis leur unique sortie chez une major, le groupe s'est dissout et ses deux principaux membres ont poursuivi une carrière solo (Green avec une réputation grandissante, et Dawson en rassemblant les fans underground/anti-folk), bien que Kimya Dawson ait déclaré que « the Moldy Peaches étaient seulement inactifs, non morts. »
Le titre Anyone Else But You est la chanson d'un spot publicitaire pour Orange avec Zinédine Zidane. Une version interprétée par Michael Cera et Elliot Page fait aussi partie de la bande-originale de la comédie dramatique américaine Juno de Jason Reitman, dont Kimya Dawson a composé la plupart des musiques.
Le groupe est annoncé pour apparaitre à l'émission de Conan O'Brien le 14 janvier 2008, mais annulent à cause de la grève de la Writers Guild of America de 2007. Dawson expliquera qu'elle n'entend pas reformer le groupe. Cependant, Dawson et Green apapraitront ensemble à l'émission de radio sur NPR, The Bryant Park Project le 16 janvier 2008, et participent à l'émission The View le 21 janvier 2008. Après le succès de Juno, qui atteint la première place du Billboard 200, la chanson Anyone Else but You est publié en single britannique le 28 février 2008.
Le 13 novembre 2011, The Moldy Peaches joue brièvement au Knitting Factory de New York.

## Membres
- Kimya Dawson – chant, guitare (1994–2004, 2007–2008)
- Adam Green – chant, guitare (1994–2004, 2007–2008)
- Justice Campbell – batterie (1999)
- Jest Commons – guitare (1999)
- Brent Cole – batterie (2000–2004)
- Chris Barron – guitare (2000–2001)
- Brian Piltin – basse (2000–2001)
- Jack Dishel – guitare (2001–2004)
- Steven Mertens – basse (2001–2004)
- Aaron Wilkinson – guitare (2001–2002, décédé en 2003)
- Toby Goodshank – guitare (2002–2004)

## Discographie
- 2001 : The Moldy Peaches
- 2002 : Country Fair/Rainbows (CD single)
- 2002 : Unreleased Cutz And Live Jamz 1994-2002 (compilation)
- 2008 : Anyone Else but You (single)